# Johannesberg (Kürten)

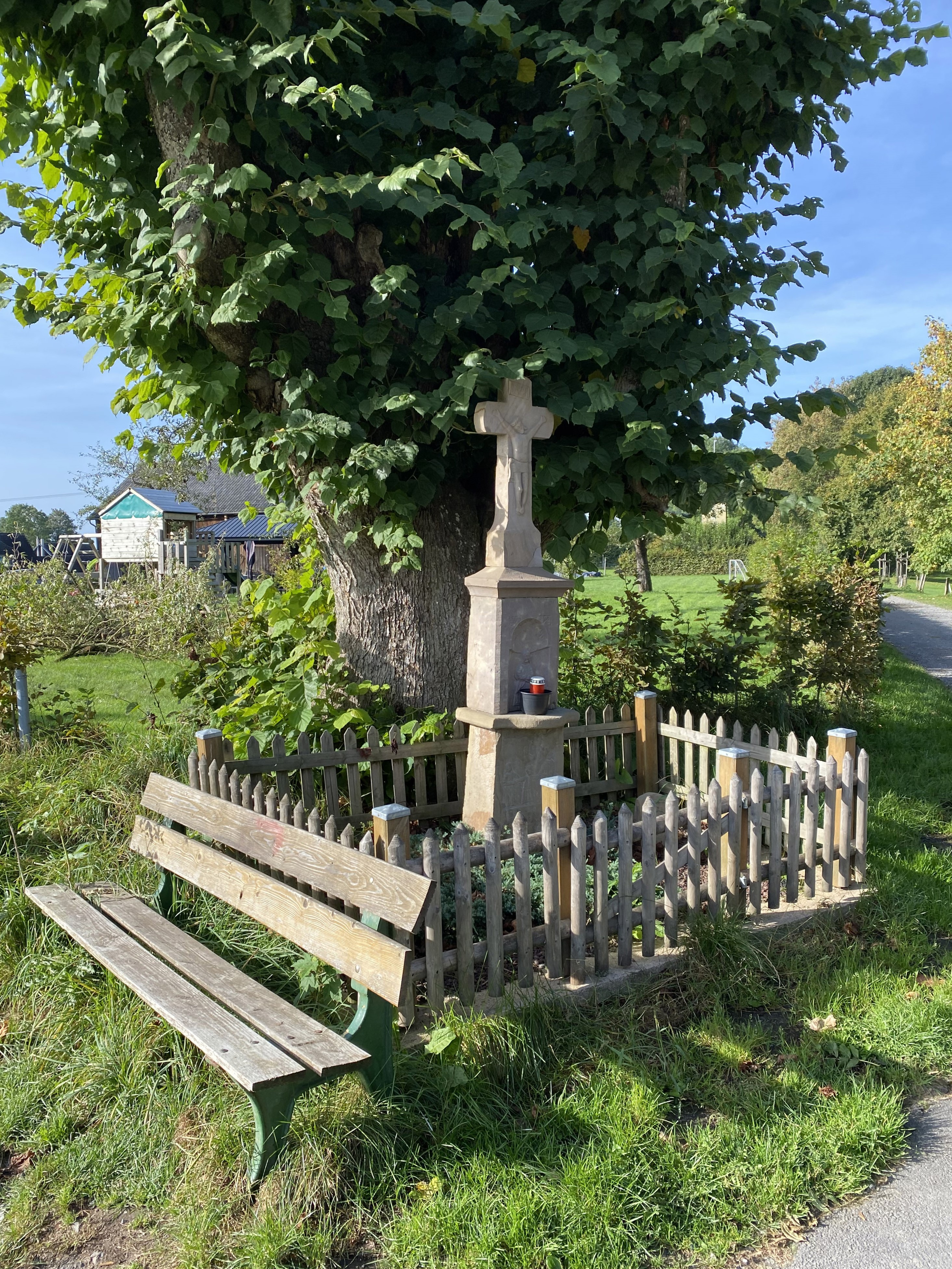
Baudenkmal (Nr. 39) Wegekreuz Johannesberg aus der zweiten Hälfte des 18. Jahrhunderts

Johannesberg ist ein Ortsteil in der Gemeinde Kürten im Rheinisch-Bergischen Kreis.

## Beschreibung
Johannesberg ist eine der Ortschaften, die sich zwischen Kürten und Sürth über die so genannte Bergerhöhe erstrecken. Im Norden liegt das Naturschutzgebiet Altenbachtal, im Süden das Kürtener Sülztal.
Der Golfclub Bergerhöhe hat von hier aus den offiziellen Zugang zum umgebenden Golfplatz Kürten.

## Geschichte
Die Bergerhöhe wurde 1383 in einer Urkunde erwähnt, mit der eine Belehnung an Wilhelm II. von Jülich-Berg festgeschrieben wurde. Die heutige Ortslage wird darin als der vierdte Bergh erwähnt. Die Bezeichnung Johannesberg bezieht sich nach Deutung des örtlichen Geschichtsvereins auf den Vornamen eines Bewohners, der hier vor langer Zeit gewohnt hat.
Die Topographia Ducatus Montani des Erich Philipp Ploennies aus dem Jahre 1715, Blatt Amt Steinbach, belegt, dass der Ort bereits 1715 als Ort mit zwei Höfen bestand und als Johannesberg bezeichnet wurde. Carl Friedrich von Wiebeking benennt die Hofschaft auf seiner Charte des Herzogthums Berg 1789 als Johannesberg. Aus ihr geht hervor, dass Johannesberg zu dieser Zeit Teil der Honschaft Berg im Kirchspiel Kürten im Landgericht Kürten war.
Unter der französischen Verwaltung zwischen 1806 und 1813 wurde das Amt Steinbach aufgelöst und Johannesberg wurde politisch der Mairie Olpe im Kanton Wipperfürth im Arrondissement Elberfeld zugeordnet. 1816 wandelten die Preußen die Mairie zur Bürgermeisterei Olpe im Kreis Wipperfürth. Johannesberg gehörte zu dieser Zeit zur Gemeinde Olpe.
Der Ort ist auf der Topographischen Aufnahme der Rheinlande von 1824 und auf der Preußischen Uraufnahme von 1840 als Johannisberg verzeichnet. Ab der Preußischen Neuaufnahme von 1892 ist er auf Messtischblättern regelmäßig als Johannesberg verzeichnet.
1822 lebten 34 Menschen im als Hof kategorisierten und Johannsberg bezeichneten Ort. 1830 hatte der Ort 37 Einwohner und wurde mit Johannsberg bezeichnet. Der 1845 laut der Uebersicht des Regierungs-Bezirks Cöln als Weiler kategorisierte Ort besaß zu dieser Zeit acht Wohnhäuser. Zu dieser Zeit lebten 37 Einwohner im Johannsberg genannten Ort, davon alle katholischen Bekenntnisses. Die Gemeinde- und Gutbezirksstatistik der Rheinprovinz führt Johannesberg 1871 mit fünf Wohnhäusern und 34 Einwohnern auf.
Im Gemeindelexikon für die Provinz Rheinland von 1888 werden fünf Wohnhäuser mit 32 Einwohnern angegeben.
1895 hatte der Ort fünf Wohnhäuser und 39 Einwohner.
1905 besaß der Ort sechs Wohnhäuser und 30 Einwohner und gehörte konfessionell zum katholischen Kirchspiel Olpe.
1927 wurden die Bürgermeisterei Olpe in das Amt Olpe überführt. In der Weimarer Republik wurden 1929 die Ämter Kürten mit den Gemeinden Kürten und Bechen und Olpe mit den Gemeinden Olpe und Wipperfeld zum Amt Kürten zusammengelegt. Der Kreis Wipperfürth ging am 1. Oktober 1932 in den Rheinisch-Bergischen Kreis mit Sitz in Bergisch Gladbach auf.
1975 entstand aufgrund des Köln-Gesetzes die heutige Gemeinde Kürten, zu der neben den Ämtern Kürten, Bechen und Olpe ein Teilgebiet der Stadt Bensberg mit Dürscheid und den umliegenden Gebieten kam.

## Wanderwege
Der Wanderweg Rund um Kürten (gekennzeichnet durch ein K im Kreis) tangiert Johannesberg. Am Baudenkmal Wegekreuz Johannesberg führt dieser nach Norden hinab in das Naturschutzgebiet Altenbachtal, in die andere Richtung nach Osten über die Bergerhöhe über Ente nach Wipperfeld.

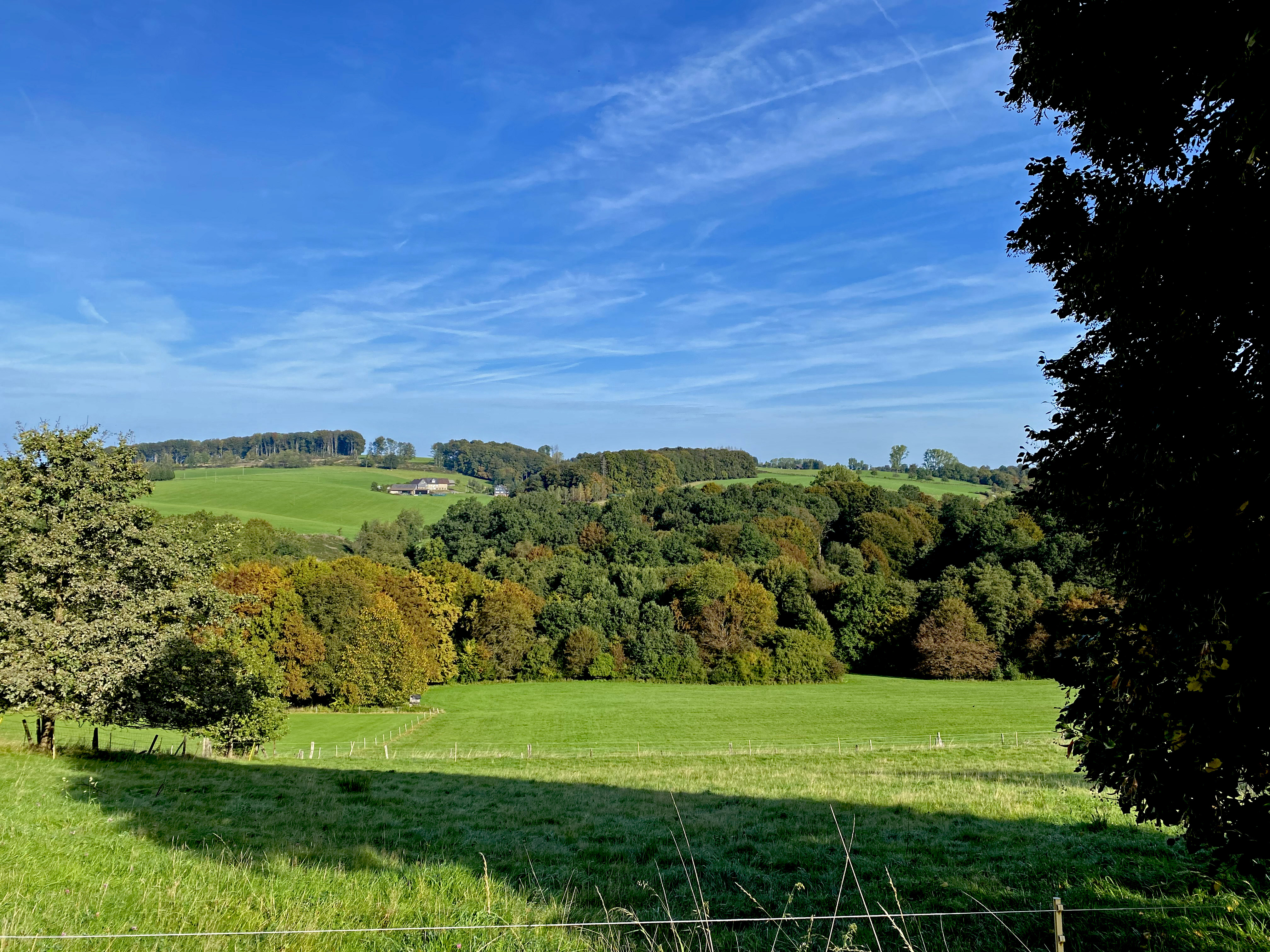
Blick von Johannesberg über das NSG Altenbachtal nach Norden
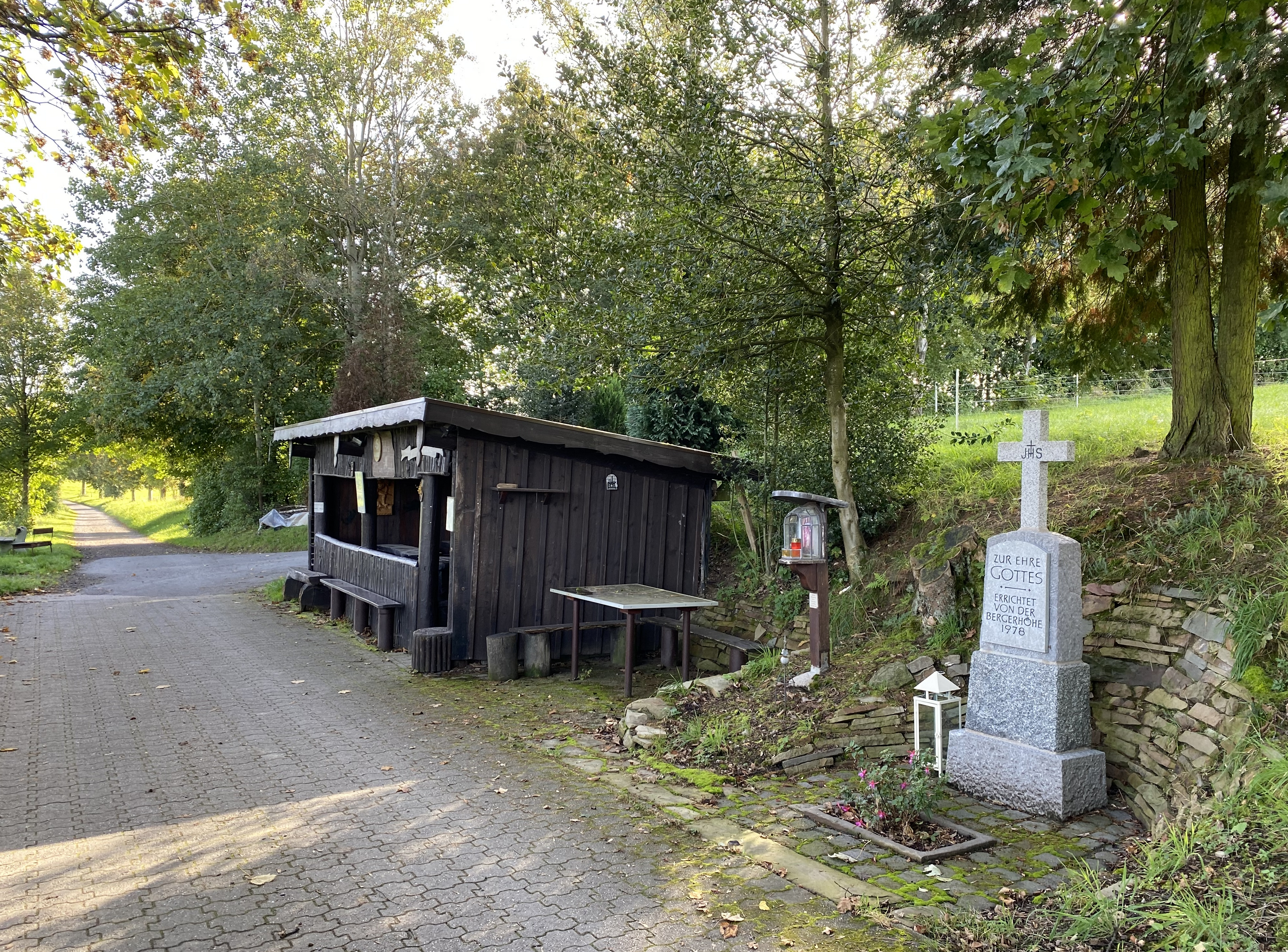
Schutzhütte auf der Bergerhöhe
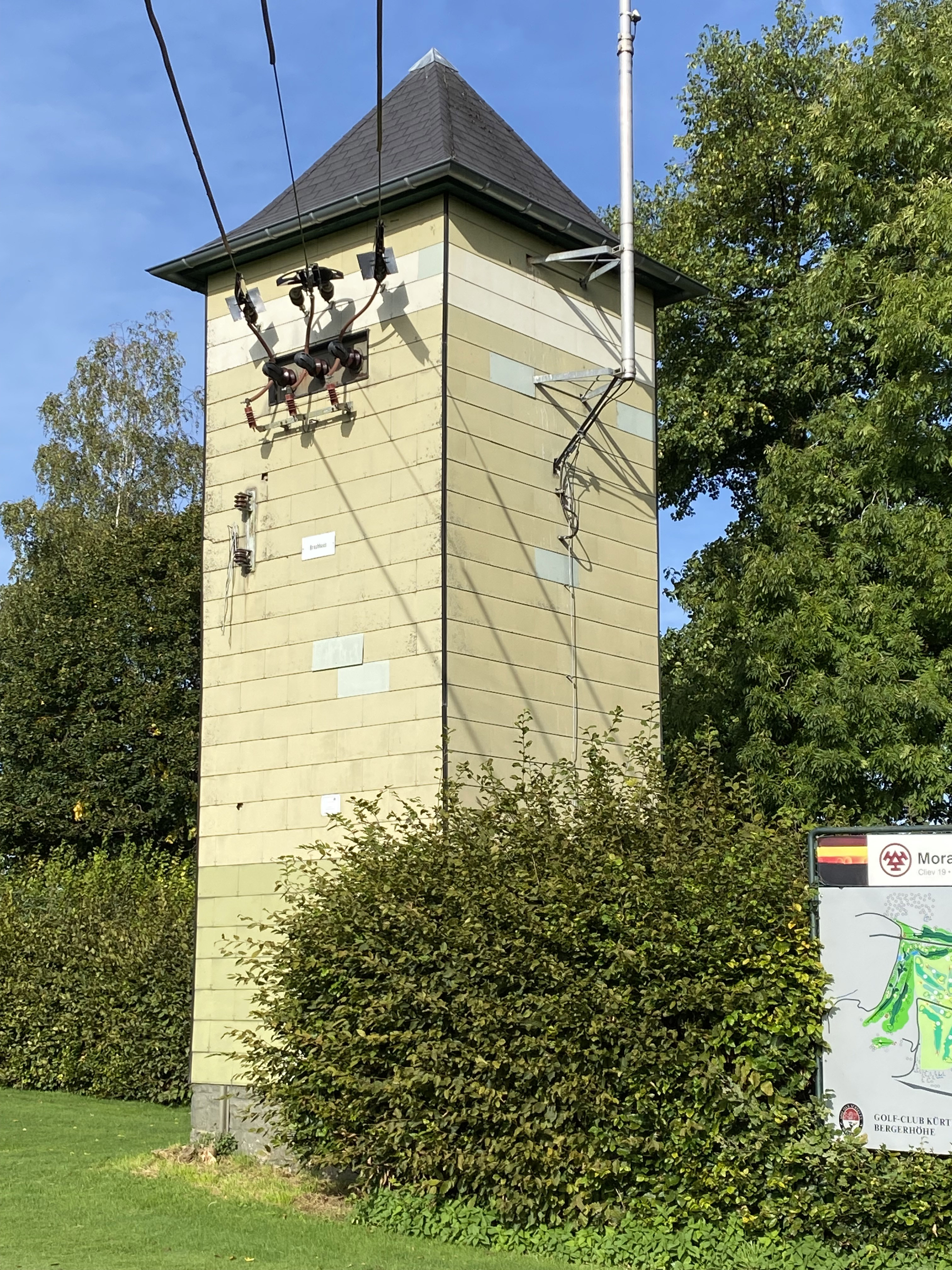
Transformatorenturm
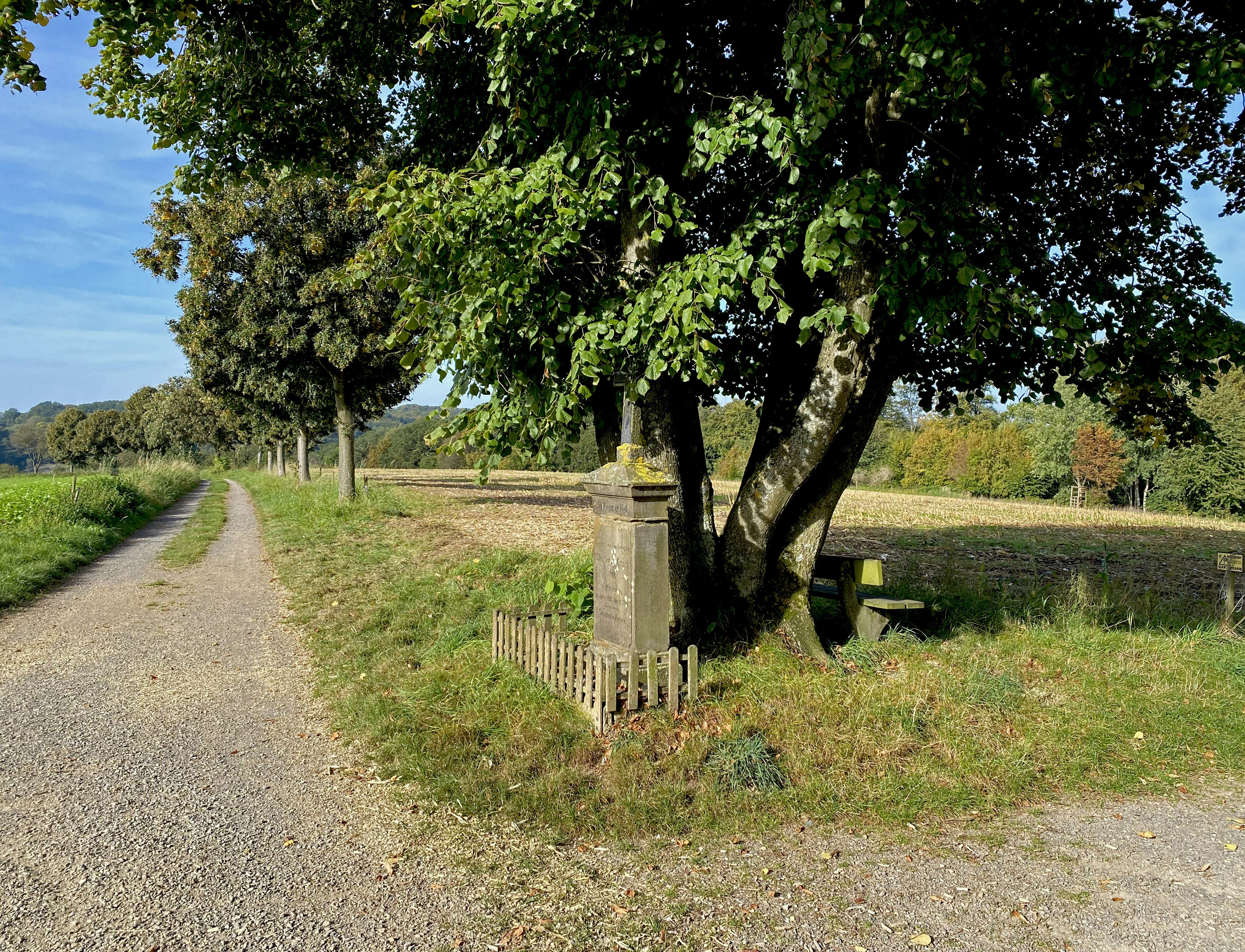
Wegekreuz westl. Johannesberg auf der Bergerhöhe